# Tavistock-Ansatz
Der Tavistock-Ansatz ist eine Forschungsmethode über die Auswirkungen der Mechanisierung und Arbeitsteilungen im Bergbau.

## Auswirkungen der Mechanisierung und Arbeitsteilung
Ab 1949 wurden vom Tavistock-Institut im englischen Steinkohlenbergbau Studien über die „Auswirkungen der Mechanisierung und Arbeitsteilungen im Bergbau“ durchgeführt.
Bisher gut funktionierende Arbeitsgruppen sollten nach der Einführung neuer Technologien im Strebbau auseinandergerissen und stattdessen Arbeitsteilung eingeführt werden. Die Bergleute fanden aber eine Lösung, in der sie die traditionelle Gruppenarbeit mit der damals neuen Bergbautechnik kombinierten. Arbeitsteilung und Auflösung der Arbeitsgruppen ließen sich so vermeiden. Dadurch wurden geringere Abwesenheitsraten, weniger Unfälle und höhere Leistungen erreicht als in anderen Gruben.

## Der soziotechnische Systemansatz
Aus diesen Untersuchungen entstand der „soziotechnische Systemansatz“ des Tavistock-Instituts. Dieser besagt, dass bei der Einführung neuer Technologien nicht nur die Arbeitsorganisation optimiert werden muss, sondern auch das soziale System. Optimale Lösungen werden gefunden, wenn diese Umstellungen gemeinsam neu gestaltet werden. Siehe auch Bottom-up-Ansatz. Durch die Übertragung der Verantwortung für vollständige Aufgabenbereiche an Arbeitsgruppen wird eine erhöhte Flexibilität des gesamten soziotechnischen Systems erreicht.

## Organisationsentwicklung
Diese Erkenntnisse waren prägend für die Methode der Organisationsentwicklung und werden bei der Planung und Umsetzung vieler Veränderungsprozesse in Organisationen angewendet.